# Жендув (Опольське воєводство)
Жендув (пол. Rzędów) — село в Польщі, у гміні Турава Опольського повіту Опольського воєводства.
Населення — 308 осіб (2011).

## Демографія
Демографічна структура станом на 31 березня 2011 року:
|          | Загалом | Допрацездатний вік | Працездатний вік | Постпрацездатний вік |
| -------- | ------- | ------------------ | ---------------- | -------------------- |
| Чоловіки | 144     | 27                 | 95               | 22                   |
| Жінки    | 164     | 30                 | 97               | 37                   |
| Разом    | 308     | 57                 | 192              | 59                   |